# Ștefan-Bucur Stoica
Ștefan-Bucur Stoica (n. 29 iulie 1977, Craiova, România) este un politician român, deputat în Parlamentul României în mandatul 2012-2016 din partea Alianței România Dreaptă (membru PDL). A exercitat mandatul doar până în 2014, când a fost găsit în incompatibilitate de Agenția Națională de Integritate.
Este președinte al PNL Dolj din aprilie 2017.